# 쿠르만베크 바키예프
쿠르만베크 살리예비치 바키예프(키르기스어: Курманбек Салиевич Бакиев, 문화어: 꾸르만베크 바끼예브, 1949년 8월 1일 마사단 ~ )는 키르기스스탄의 정치인이다.
2005년 5월 25일부터 8월 14일까지 키르기스스탄의 대통령 직무 대행을 지냈으며, 2005년 8월 14일에 대통령으로 선정되어 2대 대통령을 지냈다. 2009년 7월 23일 첫 번째 임기가 끝나고, 재선되어 2010년 4월 7일까지 2번 임기를 거쳤다.

## 생애
키르기스스탄 남부의 마사단에서 1949년 8월 1일 태어났고, 성장하여 비슈케크 종합 기술 대학교를 졸업한 뒤에는 러시아 모스크바에서 경제 활동을 했다. 10년 뒤, 귀국하여 행정관료로 일하다가 잘랄라바드주의 주지사를 지냈고, 그 후에는 추이 주 지사를 지냈다.
2000년 12월 21일, 아스카르 아카예프 정부의 총리로 임명되으나, 2002년 남부의 악시에서 일어난 반정부 시위 당시 5명이 죽자, 비난이 일었다. 결국 총리직을 사임해 키르기스스탄인민행동당(PMK)의 당수로 활동하였다. 그 후, 권력 독점을 막기 위해 반정부 활동을 벌여서 2005년 3월에는 레몬 혁명을 성공시켰다. 그 공로로 대통령 직무대행으로 임명되었다.
2010년 반정부 시위 과정에서 시위대를 향해 발포를 명령하여 97명 사망, 500여명 부상자가 발생하였다. 이후 벨라루스로 이주하여 망명 생활을 하고 있으며, 2013년 키르기스스탄 군사법원은 살인 및 지위 남용죄로 재산 몰수와 징역 24년을, 동생인 당시 국가방위청장 자니베크 바키예프에게는 재산 몰수와 종신형을 선고했다.

## 역대 선거 결과
| 선거명      | 직책명                | 대수 | 정당   | 득표율 | 득표수      | 결과 | 당락 |
| ----------- | --------------------- | ---- | ------ | ------ | ----------- | ---- | ---- |
| 2005년 선거 | 키르기스스탄의 대통령 | 2대  | 무소속 | 89.50% | 1,776,156표 | 1위  |      |
| 2009년 선거 | 키르기스스탄의 대통령 | 2대  | 아크졸 | 77.44% | 1,779,417표 | 1위  |      |